# GNU Pascal
Pour les articles homonymes, voir Pascal et GPC.
GNU Pascal est l'implémentation du langage de programmation Pascal par le projet GNU. C'est un logiciel libre distribué sous licence GNU GPL.
Il comprend un compilateur connu sous l'appellation GPC (en anglais GNU Pascal Compiler), compatible avec plusieurs dialectes du langage Pascal, et utilisant GCC comme back-end jusqu'à la version 3.4.